# Fragaria nipponica
Espèce
Classification phylogénétique
Fragaria nipponica, ou Fraisier du Japon, est une espèce de plantes à fleurs de la famille des Rosaceae. C'est une plante herbacée vivace endémique du Japon.

## Habitat et répartition
Fragaria nipponica est une plante endémique du Japon qui apprécie les milieux ensoleillés de montagne, chauds et secs.